# Джен Ендрю
Джен Ендрю (англ. Jan Andrew, 25 листопада 1943) — австралійська плавчиня.
Призерка Олімпійських Ігор 1960 року.